# Jens Dennow
Jens Dennow (7. august 1910 - 26. januar 1947 i Kastrup) var en dansk direktør, filmproducer, manuskriptforfatter og impresario.
Jens Dennow var gift med sangerinden Gerda Neumann, som spillede sammen med sin yngre bror Ulrik Neumann i 1933. Jens Dennow skaffede søskendeparret engagementer i udlandet og gjorde dem internationalt kendte.
Jens Dennow omkom ved en flyulykke i Kastrup Lufthavn, hvor også konen Gerda Neumann, Berth Louis Sorbon som var Ulrik Neumanns 3-årige nevø på konen Christina Sorbons side, Grace Moore og Arveprins Gustav Adolf af Sverige, var blandt de 22 som omkom.

## Producent
- 1947 - Familien Swedenhielm
- 1945 - Den røde jord
- 1943 - Ebberød Bank
- 1943 - En pige uden lige
- 1943 - Det brændende spørgsmål
- 1943 - Op med humøret

## Filmmanuskript
- 1943 - Op med humøret